# Wróblew (gmina Górki)
Wróblew – dawna wieś w gminie Górki w powiecie sandomierskim w odległości 25 wiorst od Sandomierza. Należała do parafii Olbierzowice.
W 1895 r. wieś liczyła 48 mieszkańców i 5 domów. Do miejscowych chłopów należało 29 mórg ziemi. 